# Hugh Irvine Wilson
Hugh Irvine Wilson (13 tháng 11 năm 1879 - 3 tháng 2 năm 1925) là một nhà thiết kế sân golf. Ông nổi tiếng nhất với việc thiết kế Câu lạc bộ golf Merion, luôn được xếp hạng trong số các sân golf tiêu chuẩn hàng đầu ở Mỹ. Wilson cũng đã hoàn thành bốn lỗ cuối cùng tại Câu lạc bộ golf Pine Valley nổi tiếng.

## Sự nghiệp
Wilson được sinh ra tại Trenton, New Jersey và rất có tài chơi golf. Là sinh viên năm nhất Đại học Princeton năm 18 tuổi, ông đã giành chức vô địch đánh golf đầu tiên tại Câu lạc bộ Golf Aronimink ở Philadelphia, Pennsylvania. Sau khi được chọn thiết kế Câu lạc bộ golf Merion vào năm 1911, ông đã dành bảy tháng ở Scotland và Anh vào năm 1910 để phát triển ý tưởng. Ông thừa nhận rằng nhiều khái niệm được xây dựng trong thiết kế  Merion đến từ chuyến đi này, bao gồm cả lỗ thứ 3 trên sân ở phía Đông được lấy cảm hứng từ các lỗ thứ 15 và 17 của Câu lạc bộ Golf North Berwick.

## Thiết kế
Các sân golf sau đây được thiết kế bởi Hugh Wilson:

### Công khai
- Câu lạc bộ golf Cobbs Creek (Sân Olde) - Philadelphia, Pennsylvania
- Seaview Marriott Resort (Sân Bay) - Absecon, New Jersey - Công việc không bao gồm việc bố trí các boong ke.[3]

### Riêng tư
- Câu lạc bộ golf Merion (Sân phía Đông) - Ardmore, Pennsylvania
- Câu lạc bộ golf Merion (Sân phía Tây) - Ardmore, Pennsylvania
- Câu lạc bộ đồng quê Phoenixville (9 lỗ) - Phoenixville, Pennsylvania